# Корон
Корон (др.-греч. Κόρωνος) — персонаж древнегреческой мифологии, вождь лапифов. Из Гиртоны в Фессалии (по Софоклу, «муж дотийский»).
По одной версии родословной, отец аргонавта Кенея и дед Леонтея.
По другой версии, сын Кенея и отец Леонтея. По Аполлонию и Гигину, сам был аргонавтом.
Вёл войну с дорийцами, но разбит Гераклом и убит.